# Mycetophila volitans
Mycetophila volitans är en tvåvingeart som beskrevs av Lynch Arribalzaga 1892. Mycetophila volitans ingår i släktet Mycetophila och familjen svampmyggor. Inga underarter finns listade i Catalogue of Life.